# Betoncourt-sur-Mance
Betoncourt-sur-Mance là một xã thuộc tỉnh Haute-Saône trong vùng Bourgogne-Franche-Comté phía đông nước Pháp.